# Sân bay Bắc Giao Lạc Dương
Sân bay Lạc Dương nằm ở Lạc Dương, Hà Nam, Trung Quốc (IATA: LYA, ICAO: ZHLY). Năm 2009, Lạc Dương là sân bay bận rộn nhất trong 4 sân bay ở Trung Quốc về phong trào giao thông. Đây là sân bay chủ yếu là nhà ga của trường Đại học hàng không dân dụng của Trung Quốc

## Hãng hàng không và điểm đến
| Hãng hàng không         | Các điểm đến                          |
| ----------------------- | ------------------------------------- |
| China Eastern Airlines  | Bắc Kinh-Thủ đô, Thượng Hải-Hồng Kiều |
| China Express Airlines  | Thành Đô, Trùng Khánh, Hàng Châu      |
| China Southern Airlines | Quảng Châu, Thâm Quyến                |